# B. B. & Q. Band
B. B. & Q. Band (pour Brooklyn, Bronx, and Queens Band) est un groupe de disco/funk actif durant les années 1980.
L'histoire du groupe débute lorsque le guitariste Doc Powell met en relation le bassiste Paris « Pee Wee » Ford au talentueux producteur Jacques Fred Petrus, qui avait déjà lancé les groupes Change et High Fashion.
Le producteur demanda alors à Paris Ford de trouver quelques musiciens et de commencer des sessions d'enregistrement sur des chansons déjà écrites par Petrus.
Les pistes enregistrées, Petrus et Ford parvinrent à un accord commercial et ainsi était né BB & Q Band, soit Brooklyn, Bronx, and Queens Band, noms des quartiers dont sont originaires les différents musiciens.
Le groupe fut d'abord constitué de Ford (basse), Mauro Malavasi (pianos et synthétiseurs), Paolo Gianolio (guitare), Terry Silverlight (batterie), Kevin Nance (claviers), et Ike Floyd (chant).
Un contrat fut signé avec la célèbre maison de disque Capitol, le groupe partit en tournée et offrit au public le classique On the beat, hit mélodieux qui entraîna les clubs en 1981.
Un deuxième album, All Night Long sortit en 1982, Ike Floyd fut remplacé par Kevin Robinson dont la voix fut accompagnée par trois choristes : Tawatha Agee, Timmy Allen (du groupe Change) et un certain Luther Vandross.
Après deux albums à succès, BB & Q Band sortit un troisième album, considéré comme le moins bon musicalement par les collectionneurs : Six Million Times.
Cet album ne connût pas le succès de ses prédécesseurs.
L'année 1985 marqua la fin du groupe avec leur dernier album, Genie, album dans lequel on peut entendre la voix très reconnaissable de Curtis Hairston (en).
Cet album comprend plusieurs hits dont Genie, On The Shelf, Dreamer.
Après cela, on n'entendra plus parler de ce fabuleux groupe, ni de son producteur qui connut la mort dans des circonstances mystérieuses.

## Discographie

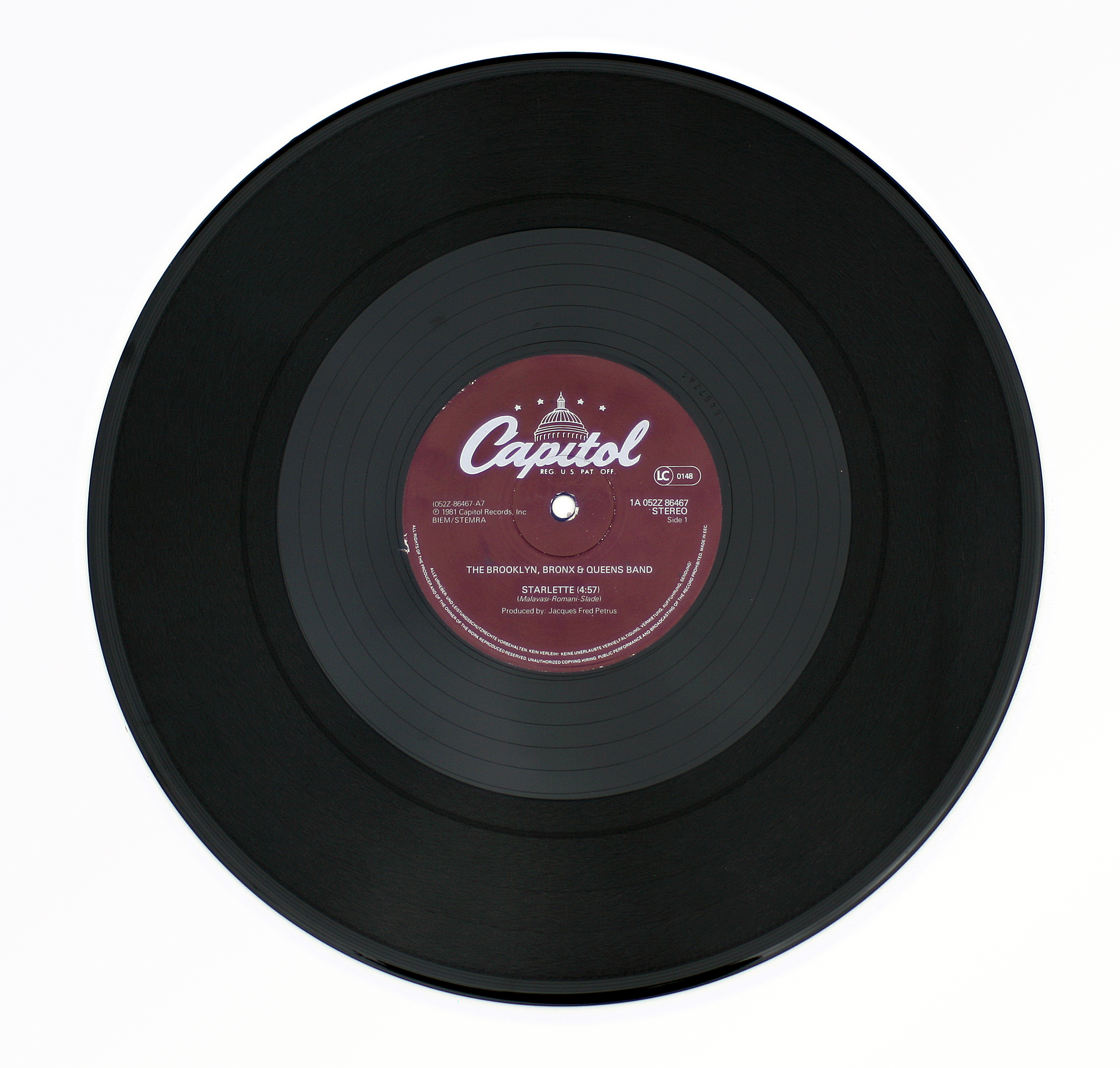
The Brooklyn, Bronx & Queens Band, Starlette (4:57), titre gravé sur un disque vinyle de 30 cm en 1981.

### Albums
- 1981 : The B. B. & Q. band
- 1982 : All Night Long
- 1983 : Six million times
- 1985 : Genie

### Singles
- 1981 : On The Beat
- 1981 : Starlette / I'll Cut You Loose
- 1982 : Imagination
- 1985 : Genie
- 1987 : On The Beat (87 Bronx Mix)